# فخرالدین (سربیشه)
فخرالدین یک روستا در ایران است که در دهستان درح شهرستان سربیشه واقع شده‌است. فخرالدین ۵۱ نفر جمعیت دارد.